# Статуя на тракийката (Казанлък)
Статуята на тракийката е паметник на площад „Севтополис“ в центъра на град Казанлък и е един от символите на града, столица на Розовата долина.
Автор на скулптурата е Доко Доков, почетен гражданин на Казанлък. Изработена е в средата на 1990-те, дарена е от автора ѝ на Казанлък и монтирана през 2005 г. Представлява 3 м висока мраморна скулптура.
В съседство се намира статуя „Японката“, като израз на приятелството между българския и японския народ и побратимения град Фукуяма.

## Реконструкция
През 2012 г. местната кабелна телевизия „Би Би Си Кейбъл“ извършва реконструкция на вандалски щети – от няколко години на статуята липсват протегната ръка с розата, както и характерните ѝ обици.
През годините е премествана с малко няколко пъти.

## Композиция
Женската фигура държи разцъфнала роза с протегната лява ръка.
Образът е вдъхновен от тракийката от фреските на Казанлъшката гробница, намерила място в герба на Казанлък.
- Тракийският владетел Ройгос и неговата съпруга
- Герб на Казанлък

## Реставрация 2012 г.
През май 2012 г. статуята е възстановена и консервирана, заради нанесени вандалски щети. По направени скици от болния вече Доко Доков, неговият ученик, скулптора Димитър Койчев, заедно с каменоделеца Стефан Кавалов възстановяват липсващите части от ръката на Тракийката и изящните ѝ обеци. Средствата за възстановяването са дарени от местната „Би Би Си Кейбъл“ ООД.

## Вижте още
- „Паметник на Тракийката“ има и в близкото с. Розово[9]